# Eswatini Airlink
Eswatini Airlink — колишній національний авіаперевізник Есватіні. Штаб-квартира авіакомпанії знаходиться в Манзіні.
Авіакомпанія припинила свою діяльність 1 червня 2022 року.

## Історія
Авіакомпанія була створена як спільне підприємство уряду Свазіленду (60 %) та південноафриканської авіакомпанії Airlink (40 %).